# Hermitage (Missouri)
Hermitage – miasto w Stanach Zjednoczonych, w stanie Missouri, siedziba administracyjna hrabstwa Hickory.